# Fontein Haarlemmerplein

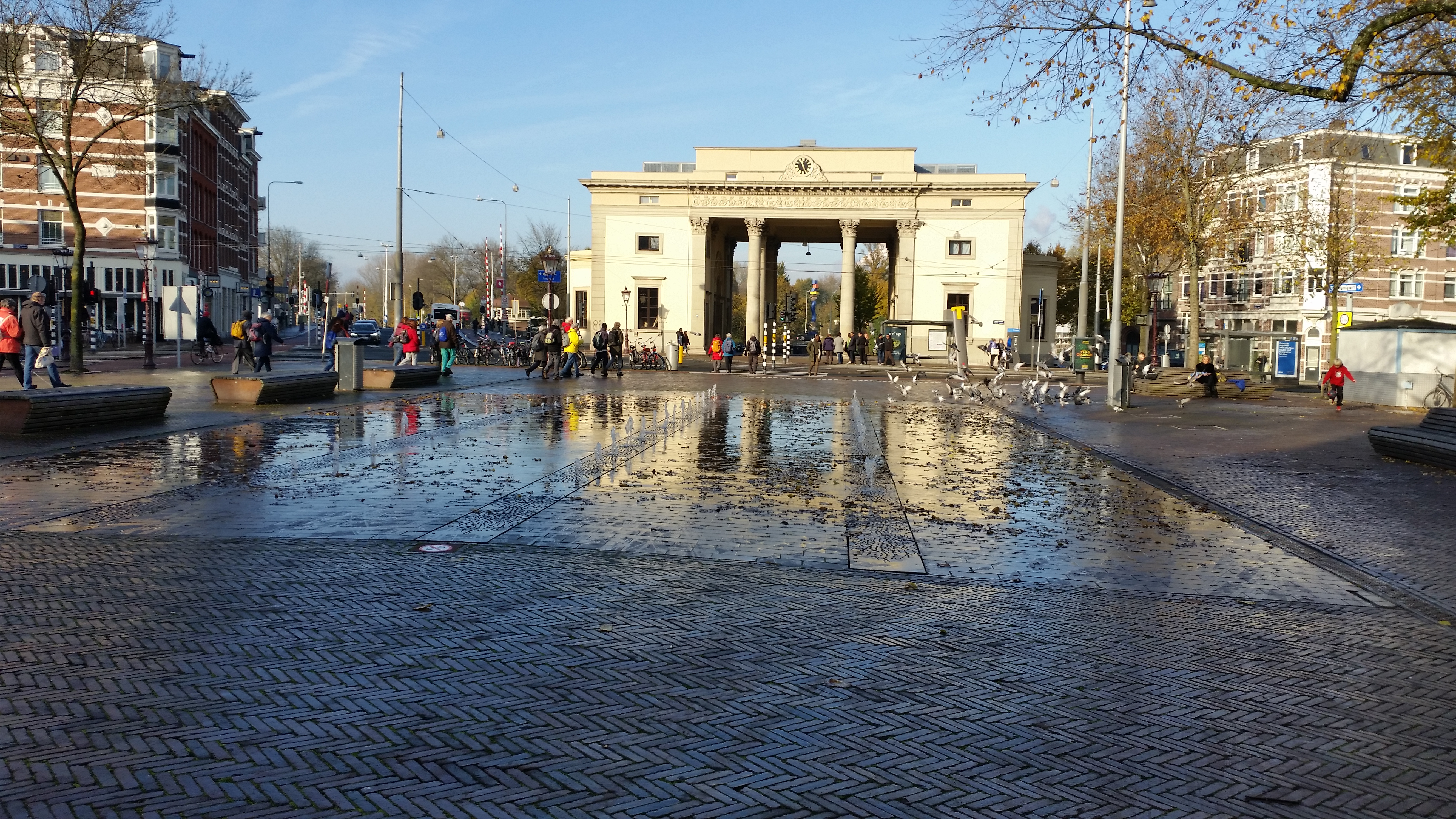
Fontein met daarachter Haarlemmerpoort (november 2019)

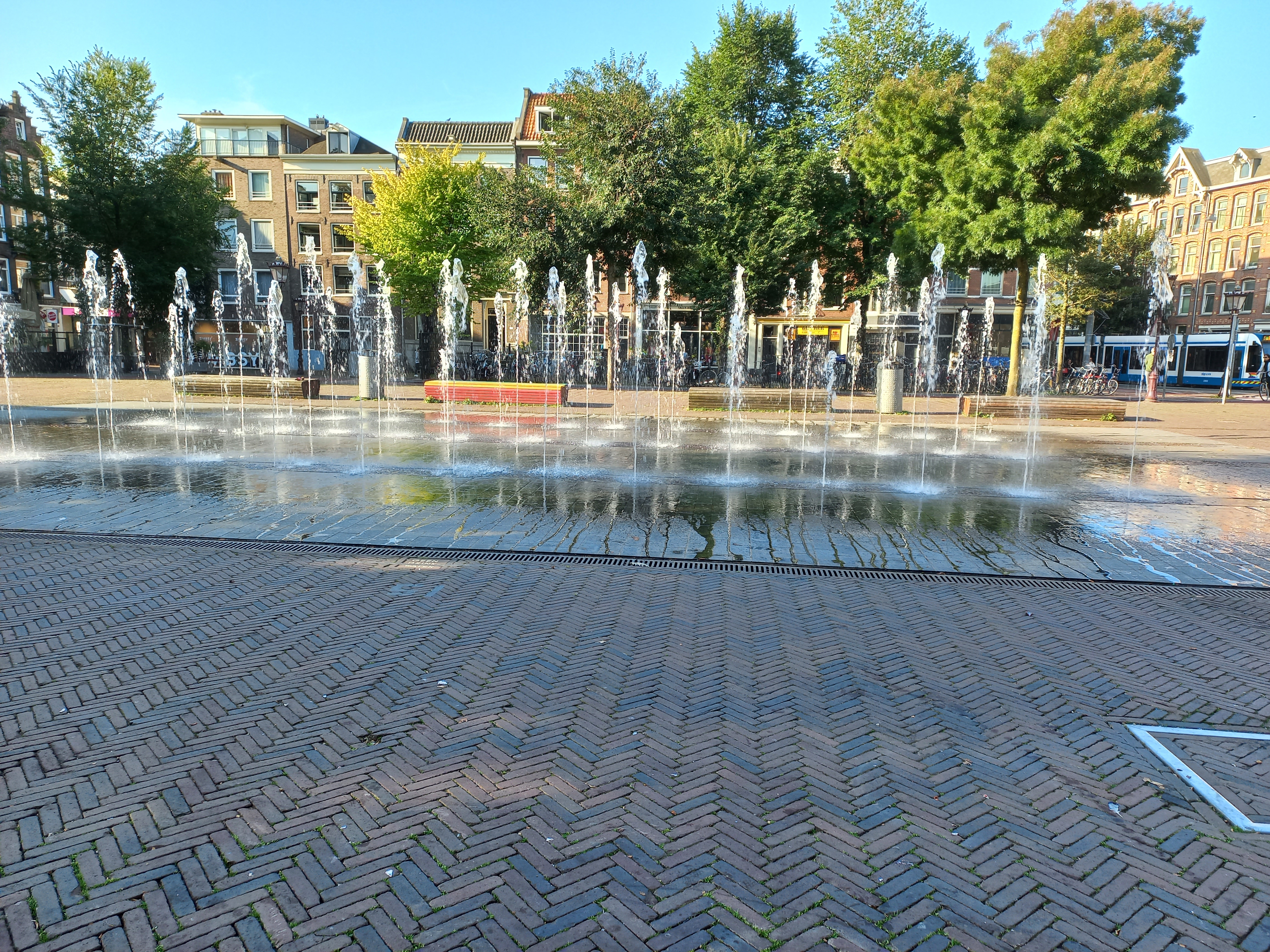
Fontein met spuiters (september 2023)

De Fontein Haarlemmerplein is een fontein geplaatst in/op het Haarlemmerplein in Amsterdam-Centrum. 
De fontein werd geplaatst na een nieuwe herinrichting van het plein na een eerdere "opknapbeurt" in de jaren zeventig. Rond 2010 kwam er na jaren nieuwbouw naar ontwerp van architect Dick van Gameren, die daarmee een nieuwe noordrand creëerde. In de jaren zeventig was nog het idee om vanaf de Haarlemmerweg een snelwegverbinding te maken naar de Prins Hendrikkade. Een reliek uit die tijd is bijvoorbeeld de betonnen brug (brug 95). Dat werd losgelaten en zodoende kon er rond 2010 weer gebouwd worden op plekken waar ongezellige parkeerterreinen waren ingericht. De inrichting vond plaats onder supervisie van de gemeente Amsterdam onder woordvoerder Harm Klaas Naaijer. Naar ontwerp van Draken Bozan werd in 2013 aan de noordkant van het plein een fontein geplaatst. Tussen de grijze stoeptegels werden drie stroken van metaal geplaatst waaronder 42 bedriegertjes werden geïnstalleerd. Elk reeks van bedriegertjes heeft een eigen watervoorziening. Het geheel wordt middels computerprogrammatuur aangestuurd, zodat er een golfbeweging bij het spuiten wordt gesymboliseerd. Bij schemering wordt de installatie verlicht, want zij “draait” dagelijks tussen 9 en 23 uur. Op woensdag is de fontein buiten werking; er is dan een dagmarkt. Na dit eerste artistiek kunstwerk kwam een jaar later de Wubboboom.
Drazen Bokan leverde in 2023 opnieuw een fontein aan Amsterdam, de Fontein Kolenkit nabij de Opstandingskerk (Kolenkit).